# Nicky Walker
Joseph Nicol 'Nicky' Walker (født 29. september 1962 i Aberdeen, Skotland) er en tidligere skotsk fodboldspiller (målmand).
Walker tilbragte størstedelen af sin karriere i hjemlandet, hvor han blandt andet repræsenterede Rangers, Motherwell og Hearts. I sin tid hos Rangers var han med til at vinde det skotske mesterskab to gange, i henholdsvis 1987 og 1989. Han var desuden af to omgange kortvarigt aktiv i England, hvor han spillede for Burnley og Leicester City.
Walker spillede desuden to kampe for det skotske landshold. Den første var et opgør mod Tyskland 24. marts 1993, den anden en kamp mod USA 26. maj 1996. Han var reservemålmand for førstevalget Andy Goram i den skotske trup der deltog ved EM i 1996 i England.

## Titler
Skotsk mesterskab
- 1987 og 1989 med Rangers